# Grotta Krubera

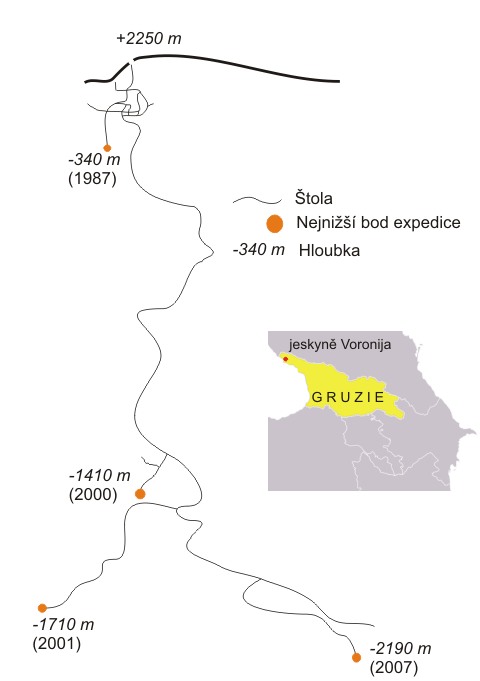
Schema della grotta

La grotta Krubera è situata in Abcasia in Georgia. L'ingresso della grotta è sul massiccio di Arabika.
È l'abisso conosciuto più profondo al mondo (-2.224 metri). Questa profondità è stata confermata al raduno degli speleologi Imagna 2005 dal moscovita Denis Provalov. Tale profondità è stata raggiunta nel ramo Windows for divers. Gli speleosub si sono fermati per il momento di fronte ad un quinto sifone, comprendendo nel computo il sifone Bermuda che si trova a -1450 metri.
Durante una spedizione scientifica iberico-russa denominata CaveX team è stato scoperto l'animale che vive più in profondità sotto terra, il collembolo (un esapode cieco simile a un insetto) Plutomurus ortobalaganensis.
La grotta Krubera divenne ufficialmente la più profonda al mondo a seguito dell’esplorazione condotta nel gennaio 2001 da una spedizione ucraina, scesa fino alla profondità record di -1710 m, presto superata nelle spedizioni successive.
Quella dell’ottobre 2004 comprendeva anche due italiani (Matteo Rivadossi e Giacomo Rossetti) ed è scesa per la prima volta oltre i -2000 m. Durante questa spedizione è stata scoperta una galleria molto stretta, lunga 90 m, poi chiamata “Galleria dei Sogni”. Per superarla si deve procedere strisciando. L’esplorazione del 2004 si arrestò ad una sala che è stata chiamata “Game Over”, posta a -2080 m.
Questo record è stato battuto il 10 agosto 2012 dallo speleologo Gennadij Samochin (originario della Crimea), tuttora detentore del primato mondiale di immersione grotta in profondità a -2197 m. Tale profondità è stata raggiunta nel ramo delle “finestre per i sub”, dopo aver superato tre sifoni allagati, uno dei quali ha una strettoia che costringe gli speleosub a togliersi le bombole e ad effettuare delle contorsioni per poter passare. Per superare il record precedente, Samochin è rimasto immerso un’ora in un sifone, dal momento che l’ultimo tratto della grotta era invaso dall’acqua, ma poi è stato impossibilitato a proseguire. Gli esploratori sono quindi ritornati in superficie, impiegando due settimane per la risalita. Il record è stato superato, ma nessuno ha ad oggi ancora raggiunto il fondo della grotta Krubera.